# Тигр и Дракон
Тигр и Дракон — комедийный японский телесериал про ракуго, выходивший на канале TBS. Следующий после «Манхеттен лавстори» сериал, снятый продюсером Аки Исоямой и сценаристом Канкуро Кудо. Главные роли исполняют Томоя Нагасэ и Дзюнъити Окада.
С начала 9 января 2005 года был показан двухчасовой кинофильм, а затем с 15 апреля по 24 июня того же года выходило продолжение в виде телесериала в рамках передачи «Дорама по пятницам».
Название происходит от одноимённой песни группы «Крэйзи Кэн бэнд», которая играет в заставке сериала, а также связано с именами главных героев фильма — Торадзи и Рюдзи.
На 44-й церемонии вручения премии «Гэлэкси» сериал получил первый приз в номинации «телевидение».

## Сюжет
С детских лет якудза Торадзи Ямадзаки, родители которого покончили с жизнью из-за долгов, потерял способность смеяться. Однажды он оказывается в Токийском районе Асакуса на представлении рассказчика ракуго Хаясиятэя Домбэя, которое настолько впечатляет его, что Ямадзаки на коленях упрашивает Хаясиятэя принять его в ученики.
Домбэй должен главарю банды, к которой принадлежит Торадзи, 4 миллиона иен. Торадзи предлагает удивительную сделку: за каждую выученную историю он готов отдавать 100 тысяч иен в качестве оплаты обучения, которые бы Домбэй сразу же возвращал обратно в погашение долга.
Так Торадзи принимает сценическое имя Хаясиятэй Котора и начинает учиться ракуго, пытаясь совместить обучение с работой якудзы. В процессе обучения он встречается с бывшим «гением от ракуго», сыном Домбэя Рюдзи Янакой, который содержит в квартале Урахарадзюку еле держащийся на плаву магазинчик европейской одежды.
Каждая серия сериала основана на одном классическом ракуго-рассказе. Первую его половину рассказывает Домбэй, вводя зрителей в тему истории, а вторую, уже более понятную, продолжает Котора.

## Серии
| № п/п                                                                                     | Ракуго-рассказ  | Постановщик     | Дата выхода         | Рейтинг |
| ----------------------------------------------------------------------------------------- | --------------- | --------------- | ------------------- | ------- |
| № 0                                                                                       | Саммай кисё     | Фуминори Канэко | 9 января 2005 года  | 15.5 %  |
| № 1                                                                                       | Сибахама        | Фуминори Канэко | 15 апреля 2005 года | 16.2%   |
| № 2                                                                                       | Мандзю ковай    | Фуминори Канэко | 22 апреля 2005 года | 14.1 %  |
| № 3                                                                                       | Тя-но ю         | Осаму Катаяма   | 29 апреля 2005 года | 13.2 %  |
| № 4                                                                                       | Гонсукэ Тётин   | Осаму Катаяма   | 6 мая 2005 года     | 12.8 %  |
| № 5                                                                                       | Умаякадзи       | Фуминори Канэко | 13 мая 2005 года    | 12.4 %  |
| № 6                                                                                       | Акэгарасу       | Тосио Цубои     | 20 мая 2005 года    | 12.5 %  |
| № 7                                                                                       | Нэко-но сара    | Осаму Катаяма   | 27 мая 2005 года    | 11.9 %  |
| № 8                                                                                       | Дэкигокоро      | Фуминори Канэко | 3 июня 2005 года    | 11.3%   |
| № 9                                                                                       | Сокоцу Нагая    | Тосио Цубои     | 10 июня 2005 года   | 12.6 %  |
| № 10                                                                                      | Синагава Синдзю | Осаму Катаяма   | 17 июня 2005 года   | 12.0 %  |
| № 11                                                                                      | Ко-ва касугай   | Фуминори Канэко | 24 июня 2005 года   | 11.6 %  |
| В среднем рейтинг передачи составил 12.8％（В регионе Канто, данные фирмы «Видео рисёч»） |                 |                 |                     |         |